# 쿵샹밍
쿵샹밍(중국어: 孔祥明, 병음: Kǒng Xiángmíng, 한자음: 공상명, 1955년 9월 10일 ~ )은 중국 청두시 출신의 중국기원 소속 바둑 기사이다.

## 소개
공자의 75대손이기도 한 쿵샹밍은 1962년부터 바둑을 배우기 시작했다. 1978년, 1979년, 1984년에 전국위기개인전 여자부 우승을 차지했으며, 1982년 중국바둑협회에 의해 六단을 인정받았다. 1985년에 八단으로 승단했다. 2012년에는 멍자오위, 쑹룽후이, 차오요우인, 리허를 이기고 중국여자국수전에서 우승했다.
1979년에 녜웨이핑과 결혼했으며, 아들 쿵링원을 낳았다. 1991년에 이혼한 뒤 쿵샹밍은 일본으로 유학을 떠났다. 2000년 한 정치학부 교수와 결혼한 뒤 이듬해 귀국 후 정착했다.